# Immanuëlkerk (Muntendam)

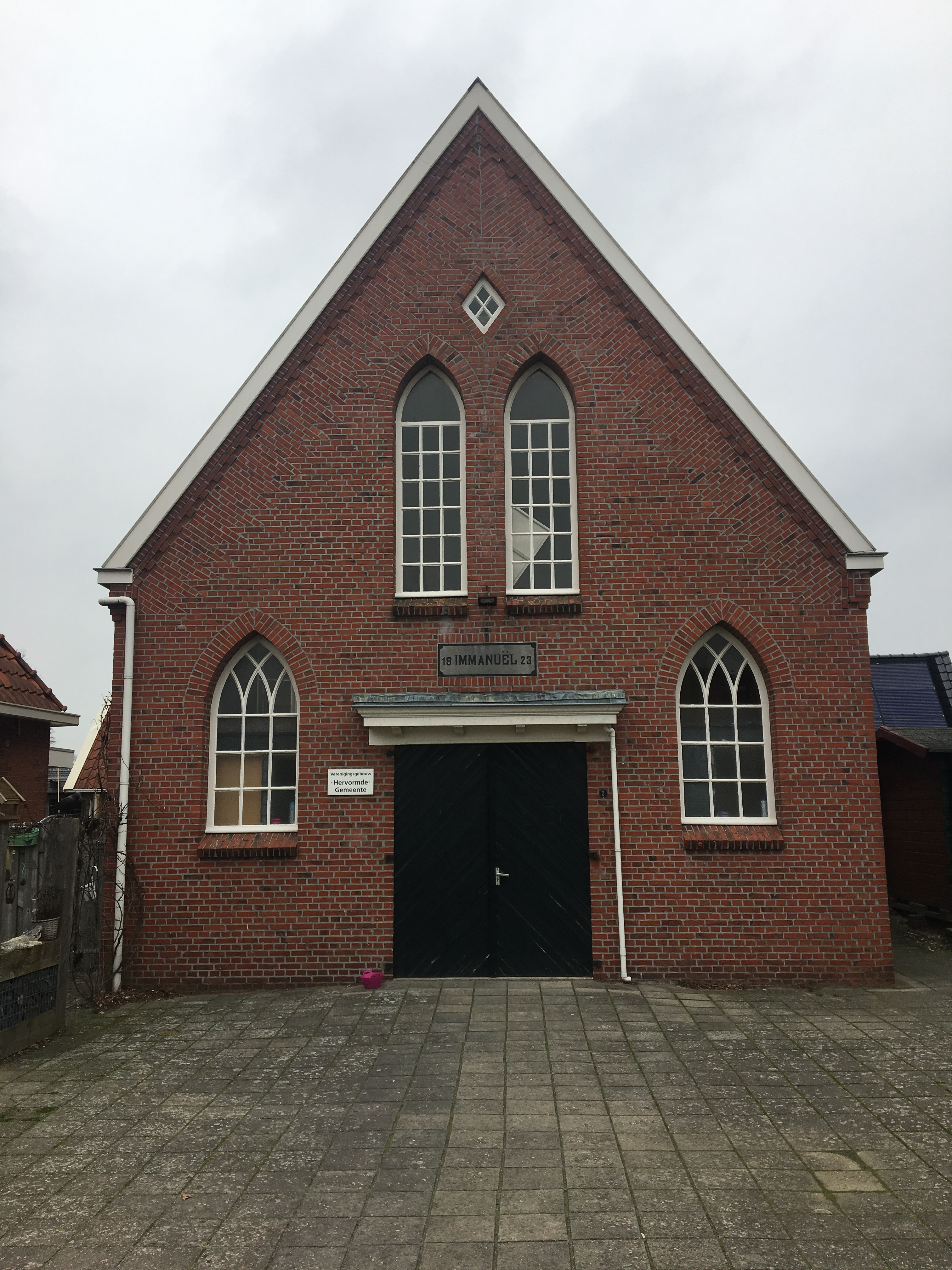

De Immanuëlkerk is een zaalkerk aan de Nieuwe Weg 2 te Muntendam, in 1923 gebouwd als Gereformeerde kerk. Het gebouw is ten minste sinds 1998 in gebruik door de Hervormde gemeente. De kerk heeft spitsboogvensters.